# Diocese de Portland
A Diocese de Portland (Dioecesis Portlandensis) é uma circunscrição eclesiástica da Igreja Católica sediada em Portland, localizada no estado norte-americano do Maine. Compreende todo o território desse estado da Nova Inglaterra. Foi erigida em 29 de julho de 1853, pelo Papa Pio IX, sendo desmembrada da Diocese de Boston, da qual se tornou sufragânea após sua elevação. Seu atual bispo é James Thomas Ruggieri que governa a diocese desde 2024 e sua sé episcopal é a Catedral da Imaculada Conceição.  
Possui 57 paróquias assistidas por 164 sacerdotes e cerca de 15% da população jurisdicionada é batizada.

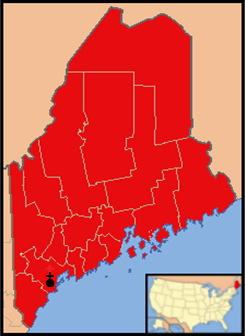
Área territorial da Diocese de Portland.

## Prelados
|                          | Nome                      | Período     | Notas                                         |        |
| Bispos                   | Bispos                    | Bispos      | Bispos                                        | Bispos |
| ------------------------ | ------------------------- | ----------- | --------------------------------------------- | ------ |
| 13º                      | James Thomas Ruggieri     | 2024-       | Atual                                         |        |
| 12º                      | Robert Peter Deeley       | 2014–2024   | Bispo emérito                                 |        |
| 11º                      | Richard Joseph Malone     | 2004 – 2012 | Nomeado Bispo de Buffalo                      |        |
| 10º                      | Joseph John Gerry, O.S.B. | 1988 – 2004 |                                               |        |
| 9°                       | Edward Cornelius O'Leary  | 1974 – 1988 |                                               |        |
| 8º                       | Peter Leo Gerety          | 1969 – 1974 | Nomeado Arcebispo de Newark                   |        |
| 7º                       | Daniel Joseph Feeney      | 1955 – 1969 |                                               |        |
| 6°                       | Joseph Edward McCarthy    | 1932 – 1955 |                                               |        |
| 5º                       | John Gregory Murray       | 1925 – 1931 | Nomeado Arcebispo de Saint Paul e Minneapolis |        |
| 4º                       | Louis Sebastian Walsh     | 1906 – 1924 |                                               |        |
| 3°                       | William Henry O'Connell   | 1901 – 1906 | Nomeado Arcebispo coadjutor de Boston         |        |
| 2º                       | James Augustine Healy     | 1875 – 1900 |                                               |        |
| 1º                       | David William Bacon       | 1855 – 1874 |                                               |        |
| Bispo coadjutor          |                           |             |                                               |        |
|                          | Peter Leo Gerety          | 1966 - 1969 |                                               |        |
|                          | Daniel Joseph Feeney      | 1952 - 1955 |                                               |        |
| Bispo auxiliar           |                           |             |                                               |        |
|                          | Michael Richard Cote      | 1995 - 2003 | Nomeado Bispo de Norwich                      |        |
|                          | Amédée Wilfrid Proulx     | 1975 - 1993 |                                               |        |
|                          | Edward Cornelius O'Leary  | 1970 - 1974 |                                               |        |
|                          | Daniel Joseph Feeney      | 1946 - 1952 | Elevadado a Bispo coadjutor                   |        |
| Administrador apostólico |                           |             |                                               |        |
|                          | Peter Leo Gerety          | 1967 - 1969 | Bispo coadjutor da mesma                      |        |